# Hötorget, Göteborg

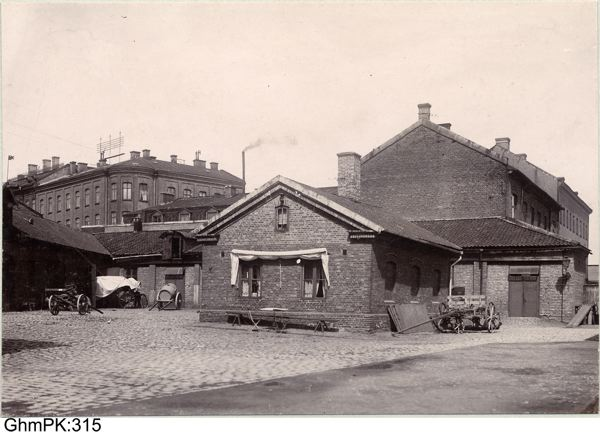
Hövågen i Göteborg år 1902.

Hötorget var ett torg i stadsdelen Nordstaden i Göteborg. Det låg vid nuvarande Nils Ericsonsgatan intill Nordstan.
Torget, som anlades på den raserade bastionen Johannes Rex, var ett salutorg för hö och namnet finns belagt år 1812. Vallgravens nordöstra del fylldes igen på mitten av 1860-talet, varvid Nils Ericsonsgatan anlades över Hötorgets östra sida.
Torget begränsades i väster av Norra Larmgatan, i norr av Sillgatans och i söder av Köpmansgatans förlängningar. Torget utgick när Östra Nordstan byggdes.